# Op zoek naar God
Op zoek naar God was een Nederlands tv-programma van de Evangelische Omroep, dat van 2010 tot en met 2014 werd uitgezonden. In het programma gaan de gasten een persoonlijke zoektocht aan naar de zin van het geloven in God, waarbij de EO hen in aanraking brengt met plekken en mensen die hen daarin helpen.
In het eerste seizoen gingen de BN'ers Gordon, Dennis van der Geest en Lizelotte van Dijk de uitdaging aan. Het seizoen hierop, in 2013, waren er vijf BN'ers: Lieke van Lexmond, Kim Feenstra, Christina Curry, Sanne Vogel en Raven van Dorst. Het laatste seizoen was in 2014 met Lange Frans, Isis van der Wel, Zimra Geurts, Maik de Boer en Inge de Bruijn.

## Trivia
Vergelijkbare eerdere EO-series waren Catherine zoekt God met Catherine Keyl in 2002 en Henny zoekt God met Henny Huisman in 2003.